# Plecia imperialis
Plecia imperialis es una especie de díptero de la familia Bibionidae. Fue descrita por Ignaz Rudolph Schiner en 1868. Bibionidae).
El área de distribución de la especie es Colombia y Venezuela.